# Steinebrück (Winterspelt)
Steinebrück is een gehucht in de gemeente Winterspelt in de Duitse deelstaat Rijnland-Palts.
Steinebrück ligt drie kilometer ten noordwesten van het dorpscentrum van Winterspelt. Het gehucht ligt ten zuiden van de Our, die hier de grens met België vormt. Op de noordelijke oever ligt een gelijknamig gehucht in Lommersweiler in de Belgische stad Sankt Vith.

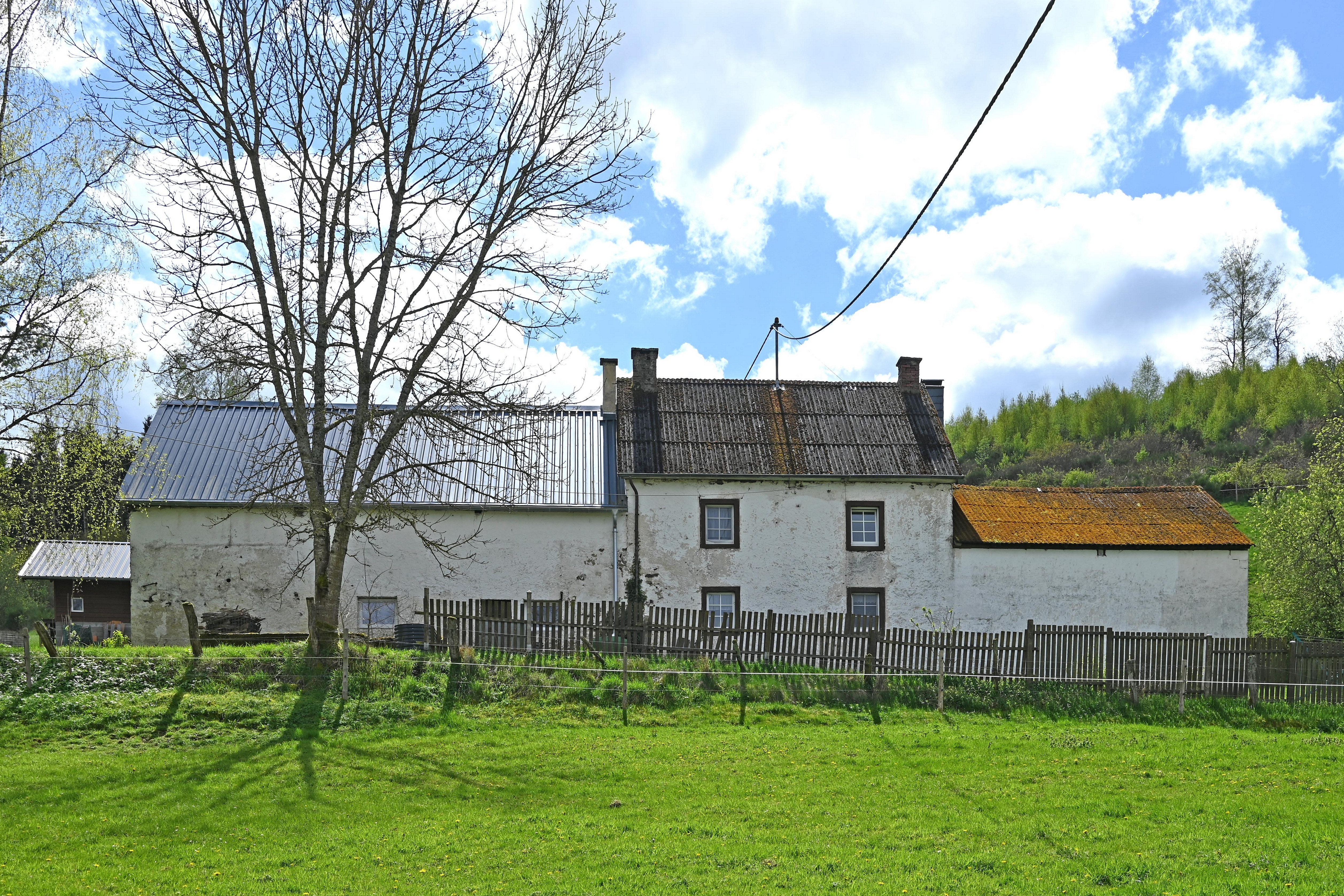
Hoeve uit 1871

## Geschiedenis

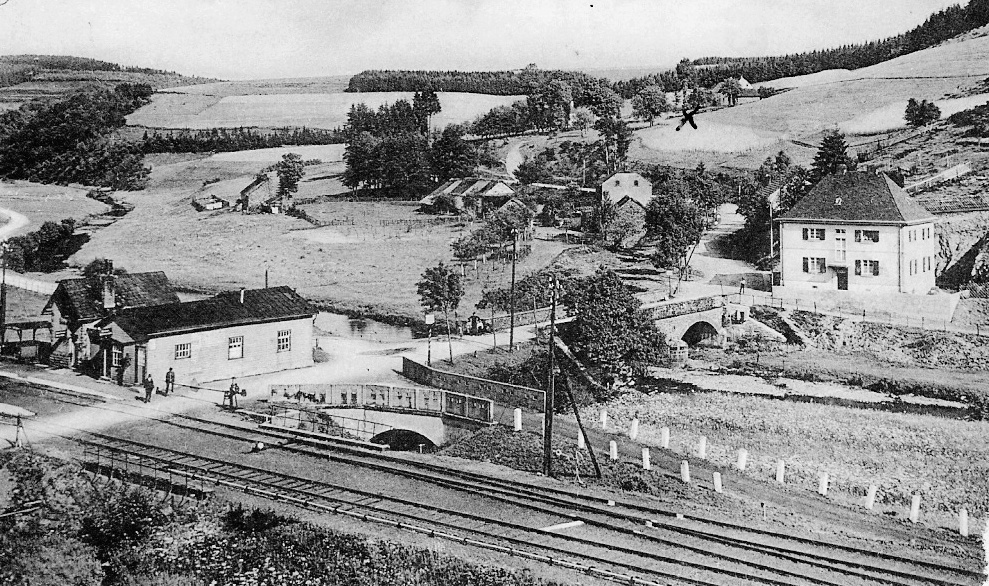
Zicht op de brug over de Our en het spoorstation (België), 1933

Op deze plaats was al sinds de tijd van de Romeinen sprake van verkeer over de Our.
De Ferrariskaart uit de jaren 1770 toont hier ten noorden, in het tegenwoordig Belgische deel, de naam Steinenbruck nabij de Our, die hier de grens vormde tussen het Hertogdom Luxemburg en het Keurvorstendom Trier. De kaart toont een weg die hier de Our overstak via een voorde (Gué).
Op het eind van het ancien régime kwam het gebied bij het Franse Saardepartement. Na de Franse bezetting ging het gebied naar Pruisen.
In 1855 werd een brug over de Our aangelegd. Eind jaren 1880 werd een spoorlijn aangelegd, de Westeifelbahn (Sankt-Vith-Gerolstein) op de noordelijke oever van de Our. De spoorlijn stak iets ten oosten van Steinebrück de Our over. Pruisische kaarten uit de tweede helft van de 19de eeuw tonen ook bebouwing langs de zuidelijke kant van de Our.
Na de Eerste Wereldoorlog werd het gebied ten noorden van de Our met de Oostkantons bij België aangehecht, zodat het noordelijke deel van Steinebrück Belgisch werd, en Steinebrück een grensgehucht werd.
Het Duitse deel behoorde tot de gemeente Urb, tot deze in 1971 bij de gemeente Winterspelt werd gevoegd.
In de jaren 1980 werd het gebied ten westen van Steinebrück doorsneden door de nieuwe autosnelweg Bundesautobahn 60/E42. Voor deze autosnelweg kwam er in 1984 een nieuwe viaduct over het dal van de Our, de Ourtalbrücke.

## Verkeer en vervoer
Ten westen loopt de autosnelweg Bundesautobahn 60/E42, die hier via een viaduct de Ourvallei oversteekt. Ter hoogte van het gehucht bevindt zich de parkeerplaats Steinebrück.
Eigelscheid · Elcherath · Hasselbach · Heckhalenfeld · Hemmeres · Ihren · Steinebrück · Urb · Wallmerath · Weißenhof · Winterspelt